# Fort Groß Friedrichsburg
Fort Groß Friedrichsburg – brandenburska twierdza zbudowana w kolonii w Ghanie o tej samej nazwie. W latach 1683–1718 kolonia i twierdza należały do Brandenburgii-Prus. Zbudowali ją uczony podróżnik Otto Friedrich von der Groeben i Philipp Pietersen Blonck.
W roku 1717 twierdza została wraz z całą kolonią oddana Holendrom (Holenderska Kompania Zachodnioindyjska). Król Prus Fryderyk Wilhelm I Hohenzollern nie widział sensu w przedsięwzięciach zamorskich.
Holendrzy przejęli twierdzę dopiero w 1724 roku i przemianowali ją na Fort Hollandia.
W 1979 roku fort wraz z innymi faktoriami i fortami w Ghanie wpisano na listę światowego dziedzictwa UNESCO.

## Literatura
- Ulrich van der Heyden: Rote Adler an Afrikas Küste. Die brandenburgisch-preußische Kolonie Großfriedrichsburg in Westafrika. Berlin: 2001, ISBN 3-933889-04-9